# Cerentino
Cerentino je obec ve švýcarském kantonu Ticino, okresu Vallemaggia. Nachází se v západní části kantonu, u hranic s Itálií. Žije zde 45 obyvatel.

## Geografie

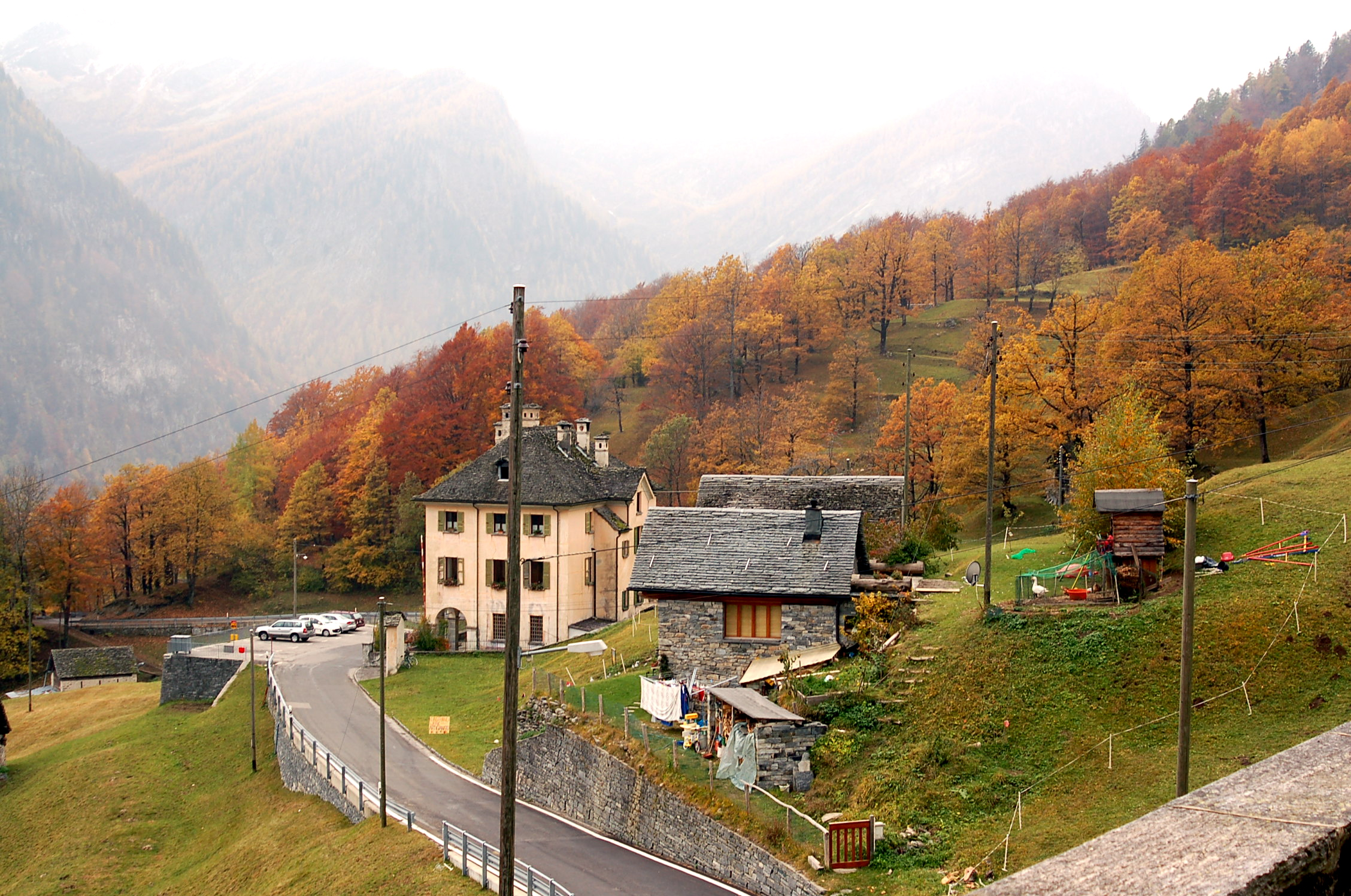
Centrum obce

Obec se nachází v místě souběhu údolí Valle di Bosco a Valle di Campo a leží 25 km severozápadně od Locarna. Východní hranice obce vede (většinou podél potoků) od Madone di Camedo (2446 m n. m.) přes Pizzo Sascòla (2057 m n. m.) k Pizzo Mezzodì (2223 m n. m.) jižním směrem. Odtud po krátké odbočce na západ vede severozápadním směrem na Pizzo Bombögn (2231 m n. m.). Severní hranice (k obci Bosco/Gurin) pak vede východním směrem k Pian Crosc (1955 m n. m.), kde se stáčí severním směrem přes Camino (2489 m n. m.). Zbytek hranice obce vede po hřebenech. Nejprve na severovýchod k Pizzo d'Orsalietta (2476 m n. m.), poté na jihovýchod zpět přes Pizzo della Rossa (2482 m n. m.) a Madonino (2483 m n. m.) k Madone di Campo.
Hlavními toky jsou říčka Rovana (Rovana di Campo) z údolí Valle di Campo a Rovana di Bosco/Gurin z údolí Valle di Bosco, které se stékají jižně od vesnice Collinasca (761 m n. m., 500 metrů východně od Cerentina) a poté se vlévají do řeky Maggia u vesnice Rovana of Cevio.
Z tradičních jedenácti hlavních sídel již nejsou všechna obydlena. Kromě výše zmíněného Collinasca k nim patří Cerentino (980 m n. m.), Camanoi (1136 m n. m., 1 km severně od Cerentina), Corino (1093 m n. m., západně od Camanoi), Casa dei Giün (1080 m n. m.), Corsopra (1140 m n. m., obě severozápadně od Cerentina) a Piede delle Piode (954 m n. m., 1 km jihozápadně od Cerentina). Z celkové rozlohy obce 2016 ha pokrývají 66,2 % lesy a lesní porosty a 27,6 % neproduktivní půda (převážně horská). Kromě toho je zde pouze 4,3 % zemědělské půdy (převážně vysokohorské) a 1,8 % zastavěné půdy.
Sousedními obcemi jsou Cevio, Linescio, Bosco/Gurin a Campo (Vallemaggia).

## Historie
Obec je poprvé doložena v roce 1591 jako Scerentino. Název se doposud nepodařilo vysvětlit.
Zvláště silný úbytek obyvatelstva od poloviny 19. století je způsoben především vystěhovalectvím a odchodem z venkova. Farní kostel Madonna delle Grazie existoval již v 15. století. Rozšířen byl na počátku 16. století, kdy se Cerentino v roce 1513 oddělilo od Cevia. V kostele se nacházejí štuky a fresky ze 17. století. Půda v okolí je bohatá na vápenec, který se používal ve stavebnictví a ve vápenkách. Obec je ohrožena sesuvy půdy a neustálou erozí půdy, na níž stojí. Hlavním zdrojem obživy většiny obyvatel je stále chov dobytka a zemědělství, které bylo dříve do značné míry soběstačné. V letních měsících je zde aktivní cestovní ruch.

## Obyvatelstvo
| Rok            | 1591 | 1769 | 1801 | 1850 | 1888 | 1900 | 1920 | 1950 | 1990 | 2000 | 2010 | 2020 |
| Počet obyvatel | 625  | 475  | 365  | 371  | 274  | 209  | 173  | 152  | 47   | 58   | 60   | 40   |

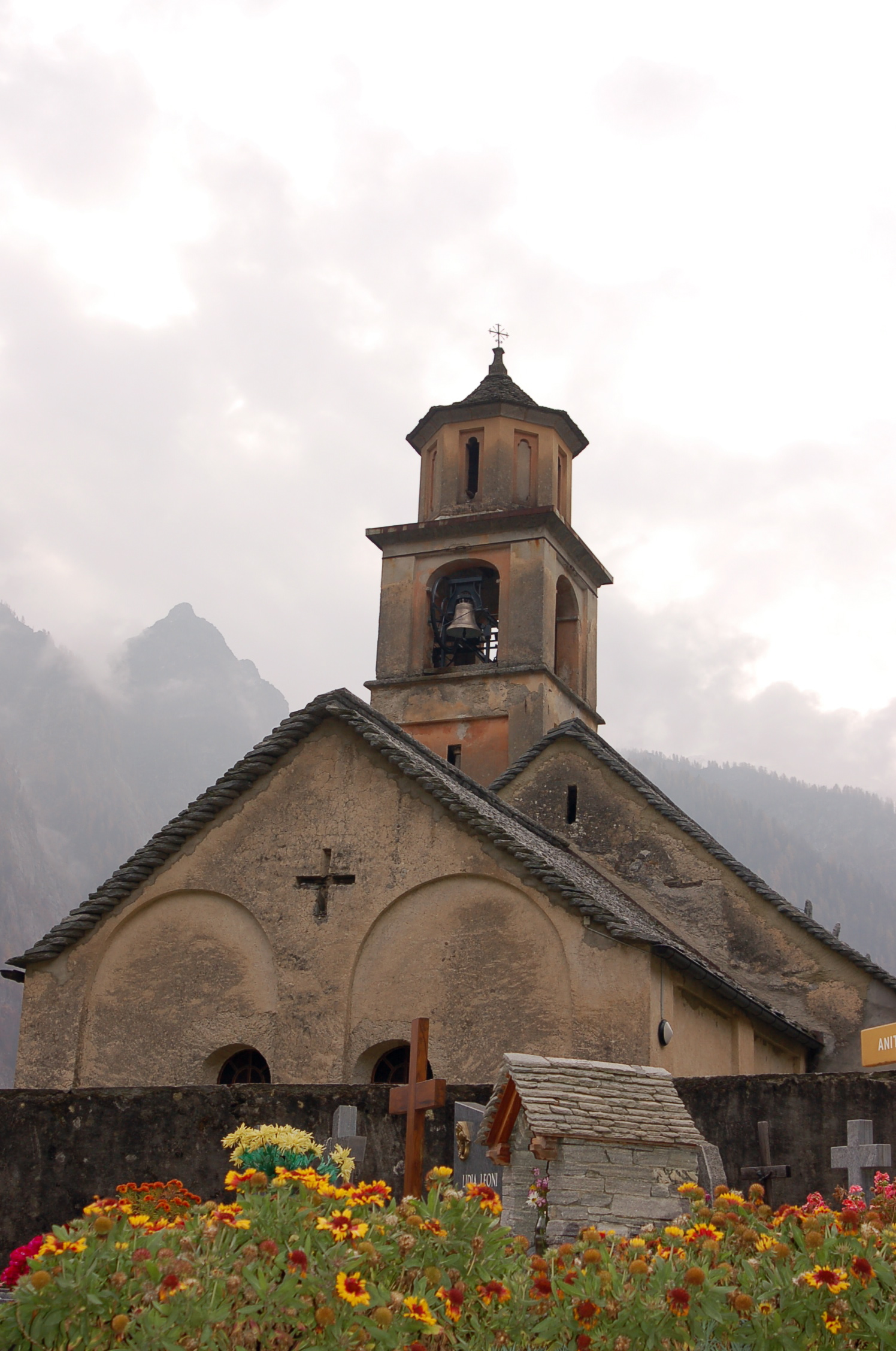
Kostel

Z Cerentina se lidé stěhují již po staletí. Nejprve do jiných evropských zemí (zejména Itálie a Nizozemska) a od 19. století do Kalifornie. Úbytek obyvatelstva pokračoval až do roku 1990. Od té doby lze pozorovat nárůst počtu obyvatel (1990–2004: +46,8 %). Přesto počet obyvatel dosahuje sotva 10 % původního stavu.

## Hospodářství a doprava
V minulosti se obyvatelé živili chovem dobytka. Dříve docházelo k vystěhovalectví do Itálie a dalších evropských zemí. V 19. století se mnoho obyvatel vystěhovalo do Kalifornie. Z 20 zaměstnaných obyvatel Cerentina jich většina pracuje ve své obci. Pouze několik místních obyvatel se živí zemědělstvím; většina pracuje v obchodě a ve službách.
Obec je zapojena do sítě veřejné dopravy dvěma poštovními autobusovými linkami Cevio – Cerentino – Bosco/Gurin a Cevio – Cerentino – Cimalmotto.